# Erik Magnus Staël von Holstein
Baron Erik Magnus Staël von Holstein, (ur. 25 października 1749 w Loddby, w Szwecji, zm. 9 maja 1802 w Poligny) – szwedzki ambasador we Francji.

## Życiorys
Zbyt niezależna od sztokholmskich instrukcji polityka Staëla von Holsteina doprowadziła do nadzorowania jego dyplomatycznych poczynań przez innych wysłanników szwedzkich w Paryżu – formalnie mu podporządkowanych.

### Ambasada w Paryżu
Erik Magnus był szambelanem królowej Szwecji Zofii Magdaleny Duńskiej od 1772 roku. W roku 1783 został szwedzkim chargé d'affaires na dwór Francji, a w 1785 uzyskał tytuł ambasadora Szwecji we Francji, którym był do roku 1792.
W roku 1787 szwedzki poseł w Konstantynopolu Gerhard Johan von Heidenstam został oskarżony przez jego francuskiego odpowiednika de Choiseul-Gouffiera o nielojalne wobec francuskiego sojusznika postępowanie posła szwedzkiego. Heidenstam i ambasador brytyjski Sir Robert Ainslie, wspomagani przez posła pruskiego Bernharda Wilhelma von Goltz, starali się bowiem przekonać Turków by nie przyjmowali warunków pokojowych, które proponowała Francja, jako pośredniczka z wrogiem Turcji – Rosją. Staël von Holstein jako szwedzki ambasador w Paryżu bronił kolegi przed oskarżeniami francuskiego MSZ de Montmorina. Przebywający wtedy w Paryżu Sir Hugh Elliot zrozumiał stanowisko szwedzkie i bronił postępowania Gustawa III w Londynie.
Dnia 21 stycznia 1786 poślubił córkę francuskiego ministra finansów Jacques Neckera, pannę Anne Louise Germaine Necker, znaną potem jako pisarka Madame de Staël.
W roku 1789 pozyskał do służby Szwecji niemieckiego dyplomatę, barona Georga Josefa von Brentano, by wypełnił misję specjalną w Stambule. (1789-1791) Armand Marc de Montmorin Saint-Hérem starał się utrudnić przejście Niemca ze służby francuskiej do szwedzkiej. Staël von Holstein był przekonany, że Francja doprowadzi swego "sojusznika" – Turcję do zguby, sam jako Szwed traktował Turcję – sojusznika przeciw Rosji, o wiele poważniej, starał się więc pod nosem Francuzów, ostrzec Turków.
21 kwietnia 1789 roku von Brentano wszedł w Nicei na statek płynący do Turcji. Listy dla Brentano miał tłumaczyć znawca Turcji Ignatius Moudragea d'Ohsson. D'Ohsson doradził baronowi, by ten podarował wielkiemu wezyrowi oprawiony w diamenty portret Gustawa III. Erik Magnus Staël von Holstein polecił wykonać taki portret za 13.500 liwrów w Hadze.
W 1789 roku przekupił Jacques'a Malleta du Pan, wydawcę "Mercure de France" by przedstawiał sprawy szwedzkie w korzystniejszym świetle.
Wobec słabości Francuzów w wypełnianiu zobowiązań sojuszniczych, Erik Magnus Staël von Holstein dążył do stopniowego wyrzucenia ich z sojuszu Szwecja-Turcja-Francja (przeciw sojuszowi: Rosja-Austria-Dania) i zastąpieniu jej Prusami. Był ze znakomitych stosunkach z pruskim posłem w Paryżu Bernhardem Wilhelmem von Goltz. Gdy w drugiej połowie 1790 roku Szwecja pogodziła się z Rosją, urażony von Goltz unikał kontaktów ze szwedzkim kolegą. Prusy miały bowiem nadzieję na użycie Szwecji przeciw Rosji. W miarę poprawnych stosunkach ze Szwedem był jeszcze ambasador brytyjski George Granville Leveson-Gower, 1. książę Sutherland.
Gdy w 1790 roku zmarł cesarz Józef II Habsburg, Staël von Holstein uznał to za dobry znak dla Szwecji, jako że jej największy wróg Katarzyna Wielka traciła najcenniejszego sojusznika.

#### Potomstwo
- Gustava Sofia Magdalena, ur. 1787, zmarła wcześnie.
- Gustava Hedvig, ur. 1789, zmarła wcześnie.
- Ludvig August, ur. 1 IX 1790. Zmarł we Francji w 1827, kończył linię rodziny. W roku 1827 poślubił Adèle Vernet. Przypuszczano, ze jego prawdziwym ojcem był hrabia de Narbonne (1755-1813), nieślubny syn Ludwika XV.
- Mattias Albrekt, ur. 2 X 1792. Kawalerzysta. zginął w pojedynku 12 lipca 1813 w Buchtenberg (Meklemburgia).
- Hedvig Gustava Albertina, ur. 8 czerwca 1798, zm. w Paryżu 28 IX 1838. Poślubiła 20 II 1816 w Pizie francuskiego MSZ Victora de Broglie. Jej biologicznym ojcem mógł być Benjamin Constant.